# Zenit Włodzimierz Wołyński
Zenit Włodzimierz Wołyński (ukr. Футбольний клуб «Зеніт» (Володимир-Волинський), Futbolnyj Kłub „Zenit” (Wołodymyr Wołynśkyj)) – radziecki klub piłkarski, mający siedzibę w mieście Włodzimierz Wołyński, w północno-zachodniej części kraju, działający w latach 1947–1965.

## Historia
Chronologia nazw:
- 1947: BO Włodzimierz Wołyński (ukr. Будинок Офіцерів (Володимир-Волинський))
- 1958: Zespół m.Włodzimierz Wołyński (ukr. Команда міста Володимир-Волинський)
- 1962: Zenit Włodzimierz Wołyński (ukr. «Зеніт» (Володимир-Волинський))
- 1965: klub rozwiązano

Piłkarska drużyna Budynek Oficerów, w skrócie BO, została założona w miejscowości Włodzimierz Wołyński w 1947 roku i reprezentowała wojskowych. W 1948 roku zespół startował w rozgrywkach obwodu wołyńskiego. W 1949, 1950 i 1951 zatrzymał się o krok od zwycięstwa, zdobywając wicemistrzostwo obwodu. W 1952 wygrał Puchar obwodu. Dopiero w 1956 po raz pierwszy został mistrzem obwodu. W następnym sezonie powtarza ten sukces. W latach 1958–1962 drużyna reprezentowała miasto, dlatego występowała pod nazwą Zespół m.Włodzimierz Wołyński. W 1959 zespół debiutował w mistrzostwach Ukraińskiej SRR, zajmując w 10 grupie 6.miejsce wśród 8 uczestników. W 1961 ponownie został mistrzem obwodu, a w 1962 zdobył złoty dublet – mistrzostwo i puchar. W 1962 przyjął nazwę Zenit Włodzimierz Wołyński. Jako najlepszy klub obwodu brał udział w barażach o grę w Klassie B mistrzostw ZSRR, jednak przegrał 1:2 i 0:2 z Wołyniem Łuck. W 1963 roku ponownie zdobywa złoty dublet i tym razem w barażach o grę w Klassie B wygrał w dwumeczu 1:0 i 3:3 z Wołyniem Łuck. Zgodnie z zasadami sportowymi obwód wołyński miał być reprezentowany przez Zenit w rozgrywkach Klassie B mistrzostw ZSRR następnego sezonu, ale kierownictwo obwodu postanowiło zostawić Wołyń Łuck na trzecim poziomie radzieckiej piramidy piłkarskiej. Powodem odmowy uczestnictwa była niezgodność stadionu miejskiego z wymogami dotyczącymi meczów w mistrzostwach ZSRR. W 1964 po raz kolejny zespół został mistrzem obwodu i startował ponownie w mistrzostwach Ukraińskiej SRR. W 1965 roku rozpoczął występy w mistrzostwach obwodu, ale nie zakończył turniej, tak jak podczas trwania sezonu 9 zawodników klubu zostało oddelegowano do Wołyni Łuck, po czym kierownictwo klubu wojskowych nie widziało perspektyw dalszego rozwoju zespołu i zespół został rozwiązany.

## Barwy klubowe, strój
|  |  |

Klub ma barwy czerwono-niebieskie. Strój jest nieznany.

## Sukcesy

### Trofea międzynarodowe
Nie uczestniczył w rozgrywkach europejskich (stan na 31-05-2020).

### Trofea krajowe
| \| \| Zdobyte trofea w rozgrywkach Związku Radzieckiego (stan na: 31-12-1992) \| |                                                                         |      |          |
| Rozgrywki                                                                        | Osiągnięcie                                                             | Razy | Sezon(y) |
| Mistrzostwo                                                                      | I miejsce                                                               | 0    |          |
| Mistrzostwo                                                                      | II miejsce                                                              | 0    |          |
| Mistrzostwo                                                                      | III miejsce                                                             | 0    |          |
| Puchar                                                                           | zdobywca                                                                | 0    |          |
| Puchar                                                                           | finalista                                                               | 0    |          |
| II liga                                                                          | I miejsce                                                               | 0    |          |
| II liga                                                                          | II miejsce                                                              | 0    |          |
| II liga                                                                          | III miejsce                                                             | 0    |          |
|                                                                                  | Zdobyte trofea w rozgrywkach Związku Radzieckiego (stan na: 31-12-1992) |      |          |

- Klass B (D3):
  - zwycięzca (1x): 1963 (baraże Ukraińskiej SRR)
  - finalista (1x): 1962 (baraże Ukraińskiej SRR)

- Mistrzostwo obwodu wołyńskiego:
  - mistrz (5x): 1956, 1957, 1961, 1962, 1963
  - wicemistrz (5x): 1949, 1950, 1951, 1959, 1960

- Puchar obwodu wołyńskiego:
  - zdobywca (4x): 1952, 1962, 1963, 1964

## Poszczególne sezony

### Rozgrywki międzynarodowe

#### Europejskie puchary
Nie uczestniczył w rozgrywkach europejskich.

### Rozgrywki krajowe
| \| \| Bilans występów klubu w rozgrywkach piłkarskich Związku Radzieckiego (Stan na 31 grudnia 1991 r.) \| |                                                                                                   |        |       |   |   |   |    |    |     |           |        |        |      |
| Poziom | Rozgrywki                                                                                         | Sezony | Mecze | Z | R | P | B+ | B– | Pkt | Lata      | Awanse | Spadki | Naj. |
| I | Wysszaja liga                                                                                     | 0      |       |   |   |   |    |    |     |           | 0      | 0      |      |
| II | Pierwaja liga                                                                                     | 0      |       |   |   |   |    |    |     |           |        |        |      |
| III | Klass B                                                                                           | 2      |       |   |   |   |    |    |     | 1962–1963 | 0      | 0      | 1    |
| IV | Gruppa G                                                                                          | 0      |       |   |   |   |    |    |     |           |        |        |      |
| V | Gruppa D                                                                                          | 0      |       |   |   |   |    |    |     |           |        |        |      |
| | Puchar ZSRR                                                                                       | 0      |       |   |   |   |    |    |     |           | 0      | 0      |      |
| | Bilans występów klubu w rozgrywkach piłkarskich Związku Radzieckiego (Stan na 31 grudnia 1991 r.) |        |       |   |   |   |    |    |     |           |        |        |      |

## Struktura klubu

### Stadion
Klub piłkarski rozgrywał swoje mecze domowe na stadionie Spartak we Włodzimierzu Wołyńskim o pojemności 2000 widzów.

## Kibice i rywalizacja z innymi klubami

### Derby
- Wołyń Łuck